# Municipio de Wilson (condado de Putnam)
El municipio de Wilson (en inglés: Wilson Township) es un municipio ubicado en el condado de Putnam en el estado estadounidense de Misuri. En el año 2010 tenía una población de 598 habitantes y una densidad poblacional de 6,36 personas por km².

## Geografía
El municipio de Wilson se encuentra ubicado en las coordenadas 40°25′19″N 93°1′36″O / 40.42194, -93.02667. Según la Oficina del Censo de los Estados Unidos, el municipio tiene una superficie total de 94.01 km², de la cual 93,84 km² corresponden a tierra firme y (0,18 %) 0,17 km² es agua.

## Demografía
Según el censo de 2010, había 598 personas residiendo en el municipio de Wilson. La densidad de población era de 6,36 hab./km². De los 598 habitantes, el municipio de Wilson estaba compuesto por el 99,5 % blancos, el 0,17 % eran amerindios y el 0,33 % eran de una mezcla de razas. Del total de la población el 0,84 % eran hispanos o latinos de cualquier raza.